# Dixville Notch
Dixville Notch is een dorpje in gemeentevrij gebied in Coos County in de staat New Hampshire in de Verenigde Staten. Het dorpje heet naar de pas (notch of kerf in het plaatselijk spraakgebruik) in de White Mountains waar het bij ligt. Het dorpje telde twaalf inwoners in 2010
Het dorpje heeft nationale bekendheid in Amerika vanwege de manier waarop het zijn verkiezingen houdt. Het is traditie de stembus kort na middernacht te openen en dat alle kiezers om die tijd hun stem uitbrengen. Daarna wordt de stembus weer gesloten en zodoende kunnen de stemmen binnen enige minuten geteld worden en is de stembus van Dixville Notch het eerste stemresultaat van het land. Het dorpje heeft sinds 1960 toestemming deze procedure te volgen. Sinds de jaren 1960 is de uitslag meestal aan de Republikeinse kant geweest, maar in 2008 kwam Barack Obama met een vrij grote meerderheid uit de bus. In 2020 koos Dixvill Notch unaniem voor Joe Biden.
In 2024 werden de zes uitgebrachte stemmen gelijkmatig verdeeld tussen Donald Trump en Kamala Harris.

## Uitslagen van de presidentsverkiezingen
| jaar | Democraat                     | Republikein             | Overig                             |
| ---- | ----------------------------- | ----------------------- | ---------------------------------- |
| 1960 | John F. Kennedy - 0           | Richard M. Nixon - 9    |                                    |
| 1964 | Lyndon B. Johnson - 1         | Barry M. Goldwater - 8  |                                    |
| 1968 | Hubert H. Humphrey II - 8     | Richard M. Nixon - 4    |                                    |
| 1972 | George S. McGovern - 3        | Richard M. Nixon - 16   |                                    |
| 1976 | James E. Carter Jr. - 11      | Gerald R. Ford Jr. - 13 | Eugene J. McCarthy - 1             |
| 1980 | James E. Carter Jr. - 3       | Ronald W. Reagan - 17   |                                    |
| 1984 | Walter F. "Fritz" Mondale - 1 | Ronald W. Reagan - 29   |                                    |
| 1988 | Michael S. Dukakis - 3        | George H.W. Bush - 34   |                                    |
| 1992 | William J. Clinton - 2        | George H.W. Bush - 15   | H. Ross Perot - 8 Andre Marrou - 5 |
| 1996 | William J. Clinton - 8        | Robert J. Dole - 18     | H. Ross Perot - 1 Harry Browne - 1 |
| 2000 | Albert A. Gore Jr. - 5        | George W. Bush - 21     | Ralph Nader - 1                    |
| 2004 | John Kerry - 7                | George W. Bush - 19     |                                    |
| 2008 | Barack Obama - 15             | John McCain - 6         |                                    |
| 2012 | Barack Obama - 5              | Mitt Romney - 5         |                                    |
| 2016 | Hillary Clinton - 4           | Donald Trump - 2        | Gary Johnson - 1 Mitt Romney - 1   |
| 2020 | Joe Biden - 5                 | Donald Trump - 0        |                                    |
| 2024 | Kamala Harris - 3             | Donald Trump - 3        |                                    |